# Plačkův les a říčka Šatava
Plačkův les a říčka Šatava je přírodní rezervace. Nachází se v severovýchodní části katastru obce Ivaň v okrese Brno-venkov. Název místní lokality je Plačkův les. Důvodem ochrany je zachování posledních zbytků lužního lesa s typicky dochovanou faunou a florou.